# Jaka Ivančič
Jaka Ivančič je slovenski fotograf, novinar, glasbenik in popotnik, rojen 13. maja 1979 v Kopru. Njegove fotografije so del promocijskih kampanj Slovenije in so objavljene v revijah, katalogih ter knjižnih izdajah. Poleg fotografske kariere deluje kot novinar in fotograf na radiu Capris.

## Življenjepis
Jaka Ivančič je svojo kariero začel konec 90. let pod vzdevkom Nervus. Bil je aktiven na omrežju za skupinski in neposredni tekstovni spletni pogovor IRC, ki je bilo eno od predhodnic današnjih družabnih omrežji. Kasneje je bil dejaven na obala.net, kjer je deloval kot urednik in fotograf. Organiziral je dogodke ter izdeloval prve spletne strani za glasbenike in glasbene skupine, kot so denimoa Zmelkoow in Iztok Mlakar. V tem obdobju je bil tudi PR-jevc, vokalist in trobentač glasbene skupine Pudding Fields.  Leta 2004 se je pridružil radiu Capris, kjer je deset let vodil oddajo o italijanski glasbi CapItal. Kasneje se je na radiu uveljavil kot producent jutranjega programa, skrbnik spletnih strani, družbenih omrežij, fotograf in novinar.
V fotografijo se je podal kot samouk in si skozi leta ustvaril prepoznavnost. Leta 2015 je za razstavo Expo Milano ustvaril serijo fotografij istrsko-kraške kulinarike, ki je bila predstavljena v sklopu razstave Salted With Love v Slovenskem paviljonu. Pred tem je veliko fotografiral za občine, hotele in druge ustanove ter svoje delo objavljal na družbenih omrežjih.
Svojo fotografsko dejavnost je sprva osredotočil na koncertno in družabno fotografijo, nato pa se preusmeril v kulinarično in pokrajinsko fotografijo. Posebej ga je pritegnilo fotografiranje hrane v primorskih restavracijah ter dokumentiranje kulinaričnih izkušenj na potovanjih. Sčasoma je pokrajinska fotografija postala njegovo osrednje področje ustvarjanja, pri čemer pogosto izpostavlja lepote Istre in Slovenije ter jih primerja s prizori iz eksotičnih destinacij.
Njegova dela so bila večkrat nagrajena, med drugim s strani National Geographic, kjer je njegova fotografija zasneženega Bleda prejela priznanje za eno najboljših krajinskih fotografij leta 2018. Več let zapored je bil uvrščen med TOP 10 Instagram fotografe Slovenije in dvakrat med Oneeyland WORLD'S TOP 10 krajinskih fotografov. Leta 2019 je prejel nagrado IPA (International Photo Awards), leta 2022 pa je postal zmagovalec v kategoriji Krajina na Sarajevo Photography Awards.
Kot prvi ambasador novoustanovljenega Krajinskega parka Debeli rtič sodeluje pri projektih za ohranjanje naravne dediščine. Njegova dela so pogosto predstavljena v slovenskih in mednarodnih medijih, med njimi National Geographic Slovenija, Delo, Dnevnik in 24ur.com. Prispevki o njegovem delu so bili objavljeni tudi v tujih medijih, kot so The Sun, New York Post in National Geographic International.
Leta 2022 je RTV Slovenija o njem pripravila kratki dokumentarni film, ki osvetljuje njegovo fotografsko pot in dosežke. Poleg tega je sodeloval z Nemško turistično organizacijo in Madžarsko turistično organizacijo pri promociji naravnih in kulturnih znamenitosti teh držav. Prav tako je sodeloval z več slovenskimi in mednarodnimi podjetji, vključno s Canon, Sigma, Samsung in Huawei, pri različnih promocijskih in kreativnih projektih.
Poleti 2024 je bila na Ljubljanskem gradu na ogled razstava Slovenija: Simfonija razgledov, nastala v sodelovanju z National Geographic Slovenija, pod kustosom Arneja Hodaliča. Razstava je pritegnila več kot 40.000 obiskovalcev in postala najbolj obiskana razstava leta. Kasneje se je preselila v Galerijo Monfort v Portorožu, kjer je prav tako dosegla širok odziv javnosti. Zaradi velikega zanimanja so razstavo prenesli še v Galerijo Monfort v Portorožu, kjer je bila odprta od 10. oktobra 2024 do 12. januarja 2025.
Oktobra 2024 je Ivančič prejel priznanje Grb odličnosti v turizmu, ki ga podeljuje Občina Piran za izjemen prispevek k promociji piranskega turizma skozi umetnost.

## Razstave
- **2015**: "Salted with Love" – Mednarodna razstava EXPO MILANO 2015, Slovenski pavilijon, Italija.[7]
- **2017**: "Doživeta Istra" – Pokrajinski muzej Koper, Muzej Moskva v Moskvi, Rusija.[8]
- **2018**: "Doživeta Slovenija" – Knjižnica Haag, Nizozemska.[9]
- **2024**: "Slovenija: Simfonija razgledov" – Ljubljanski grad, Galerija Monfort v sodelovanju z National Geographic.[10]

## Priznanja
- 2018 – National Geographic je izbral eno izmed njegovih fotografij kot eno izmed "Najboljših krajinskih fotografij leta".[11]
- 2018 – Uvrščen med "TOP 10 Instagram fotografe Slovenije".[1]
- 2018 – Oneeyland WORLD'S TOP 10 krajinskih fotografov (Blejsko jezero).[12]
- 2019 – Oneeyland WORLD'S TOP 10 krajinskih fotografov (Črnokalski viadukt).[13]
- 2019 – IPA (International Photo Awards).[14]
- 2022 – Zmagovalec v kategoriji Krajina na Sarajevo Photography Awards.[15]
- 2024 – **Grb odličnosti v turizmu**, ki ga podeljuje Občina Piran za prispevek k promociji regije in turizma.[16]

## Ref linki
1. 1 2  National Geographic Slovenija
2. 1 2  Radio Capris
3. 1 2 3  Primorske novice
4. ↑  »Jaka Ivančič - Slovenija: Simfonija razgledov«. Obalne galerije. Pridobljeno 26. februarja 2025.
5. ↑  »Jaka Ivančič - Slovenija: Simfonija razgledov«. Obalne galerije. Pridobljeno 26. februarja 2025.
6. ↑  »Grb odličnosti v turizmu - Jaka Ivančič«. Občina Piran. Pridobljeno 26. februarja 2025.